# James Blunt
James Blunt, vlastním jménem James Hillier-Blount, (* 22. února 1974 Tidworth) je britský zpěvák, který se v roce 2005 stal známým svým prvním albem Back to Bedlam a především singlem „You're Beautiful“. Jeho styl je směsicí jazzu, rocku a soulu, občas bývá srovnáván s ranou tvorbou Eltona Johna. Kromě zpěvu hraje Blunt na řadu hudebních nástrojů, jako jsou například klavír, klávesové nástroje a kytara.
Navštěvoval školu v Harrow a následně nastoupil na Královskou vojenskou akademii v Sandhurstu. Před uvedením svého alba byl důstojníkem britské armády a dokonce sloužil v mírových silách NATO v Kosovu. 9. dubna 2002 na pohřbu Královny Matky Alžběty, byl mezi těmi, kteří nesli rakev.

## První úspěch
Jeho první singl, „High“, se ve Velké Británii nedostal do žebříčku Top 100. Přesto byl společností Vodafone vybrán pro jejich reklamu v Itálii. Díky tomu se v této zemi nakonec probojoval do Top 10. Druhý singl „Wisemen“ již v Británii uspěl o něco více, umístil se 44. Před Vánoci 2005 jej pro změnu v Česku použil ve své reklamě T-Mobile.
Byl to až třetí singl, „You're Beautiful“, který se stal zlomovým hitem. Na britském žebříčku začínal 12. místem, ale během šesti týdnů se mu podařilo probojovat až na vrchol. Písnička také byla často hraná v rádiích a protlačila tak i album Back to Bedlam na první pozici hitparády alb. Dokonce se mu podařilo sesadit album X & Y od Coldplay.
Po úspěchu „You're Beautiful“ v Británii se písnička dostala i do kontinentální Evropy a stala se jedním z největších letních hitů 2005. Ve Spojených státech se do rádií neprobojovala, až na newyorské rádio WPLJ.
Videoklipy všech jeho tří dosavadních singlů jsou plné symbolismu a temných obrazů. Ve videoklipu „High“ je zahrabán v poušti, ve „Wisemen“ je chycen jako rukojmí a v „You're Beautiful“ naznačuje sebevraždu.

## Koncerty v Česku
18. července 2006 koncertoval i v Česku, a to v zahradě Pražského hradu a 29.10.2008 v pražské Tesla Aréně. Dne 8. září 2018 koncertoval v Havířově na Havířovských slavnostech. V pátek 6. března 2020 vystoupil v pražské Tipsport aréně.

## Diskografie

### Alba
- Back to Bedlam — 11. října 2004 (#1 Británie, #1 Austrálie, #76 USA)
- Chasing Time: The Bedlam Session — 2006
- All the Lost Souls — 2007 (#1 Británie, #1 Austrálie)
- Some Kind Of Trouble — 2010
- Moon Landing — 2013
- The Afterlove — 2017
- Once Upon a Mind — 2019

### Singly
- "High" — 18. října 2004 148. v Británii (16. po znovuuvedení), 90. v Austrálii
- "Wisemen" — 7. března 2005 44. v Británii
- "You're Beautiful" — 30. května 2005 1. v Británii, 46. v USA, 2. v Austrálii
- "Goodbye My Lover" — 12. prosince 2005
- "1973" — 2007
- "No Tears" — 2010
- "Best Laid Plans" — 2010
- "Superstar" — 2010
- "Stay The Night" — 2010
- "Bonfire Heart" — 2013
- "Heart To Heart" — 2013
- "Postcards" — 2014
- "When I Find Love Again" — 2014
- "Love Me Better" — 2017
- "Bartender" — 2017
- "OK" (s Robin Schulz) — 2017
- "Melody" (s Lost Frequencies) — 2018
- "Walk Away" (s Alle Farben) — 2019
- "Cold" — 2019
- "Champions" — 2019
- "I Told You" — 2019
- "Monsters" — 2019
- "The Truth" — 2019
- "Halfway" — 2020
- "The Greatest" — 2020
- "Love Under Pressure" — 2021
- "Unstoppable" — 2021

## Filmografie
- The Great Stand Up to Cancer Bake Off — 2020